# 十分愛
『十分愛』（英題：Love Is Not All Around）は、2007年に公開された、ステフィー・タンとアレックス・フォン主演の香港コメディ・恋愛映画。日本未公開。

## 出演
- ステフィー・タン - 鄺美宝
- アレックス・フォン - 張大力
- リンダ・チョン - 晴晴
- ヒンス・チョン - 張同祖
- ミキ・ヨン - 阿蚊
- テリー・ウー - 馮小武
- サミー・リョン - 志栄
- 王一冰 - 碧蓮（声の出演：キャリー・ン）
- フィリップ・ン - Michael
- ジャニス・マン
- 楊詩敏 - 阿南
- シェイラ・チャン - 鄺美宝の母
- 白梓軒 - 文信 / Vincent

## 歌
主題歌
- 「逼得太緊」（歌：キャリー・ン）

挿入歌
- 「両個世界」（歌：テリー・ウー）
- 「親近對．親熱錯」（歌：アレックス・フォン）
- 「日久生情」（歌：ステフィー・タン）

映画予告よりの挿入歌
- 「電灯胆」（歌：ステフィー・タン）

## 受賞／ノミネート
第27回香港電影金像奨
- 受賞：最優秀歌曲賞（キャリー・ン）
- ノミネート：最優秀新人賞 （リンダ・チョン）